# Гурбанов, Рамин Афад оглы
Рами́н Афа́д оглы Гурба́нов (Гарагурбанлы) (азерб. Ramin Afad oğlu Qurbanov (Qaraqurbanlı); род. 10 мая 1974, Баку) — азербайджанский учёный, юрист, Президент Европейской комиссии по эффективности правосудия (ЕКЭП/CEPEJ) Совета Европы (2018— 2022 г.г.). Судья Бакинского апелляционного суда, член Правления Союза ассоциаций судей Азербайджана. Заведующий кафедрой «международное право» Института права и прав человека Национальной Академии Наук Азербайджана (с 2018 года). Доктор юридических наук, профессор кафедры гражданско-правовых дисциплин РЭУ им. Г. В. Плеханова.
Рамин Гурбанов является руководителем рабочей группы по созданию информационной системы «Электронный суд» Министерства юстиции Азербайджана, эксперт международных исследовательских проектов, связанных с оценкой и организацией судебных систем Европейских государств, координатор совместного проекта Всемирного банка и Правительства Азербайджана по модернизации судебной системы. Член Экспертного Совета по правовым наукам Высшей аттестационной комиссии при Президенте Республики Азербайджан.

## Биография
Рамин Гурбанов родился 10 мая 1974 года в Баку. Отец — азербайджанский лингвист, автор современного алфавита Азербайджана, академик Афад Гурбанов, мать — доктор философии по медицине Зохра Гурбанова. У Рамина Гурбанова также есть два брата и две сестры: Рашад Курбанов — доктор юридических наук, профессор, заслуженный юрист Российской Федерации; Фуад Гурбанов — доктор медицинских наук; Фара Гурбанова — доктор медицинских наук, доцент; Фидан Гурбанова — доктор филологических наук, профессор.
Женат и имеет троих детей.

## Образование
В 1990 году Рамин Гурбанов окончил с медалью Бакинскую среднюю школу № 134. В 1995 году окончил с отличием факультет международного права и международных отношений Бакинского государственного университета. С 1996 по 1998 год учился в аспирантуре Бакинского государственного университета. С 1998 по 2002 год обучался в аспирантуре Института философии, социологии и права НАНА. С 1997 по 2000 год обучался на военном факультете Азербайджанского государственного педагогического университета. В 2003 году окончил факультет административного управления Академии государственного управления при Президенте Азербайджанской Республики. В 2006 году с отличием окончил юридический факультет Российской правовой академии (ныне Всероссийский государственный университет юстиции) при Министерстве юстиции РФ.
В 2002 году проводил научные исследования: на тему «Судебная независимость и судебная защита прав человека» в Центре по правам человека Школы права Северо-Западного университета США и на тему «Роль Министерства юстиции в защите прав человека» в Управлении гражданских прав Министерства юстиции США. Также проводил исследования в научно-педагогическом учреждении по повышению квалификации федеральных судей США — в Федеральном судебном центре на тему «Образование судей как основной элемент их независимости».
В 2009 году завершил специализированные курсы по теме «Судебное управление, организация работы судов и электронный документооборот в судах», организованные Джорджтаунским университетом США и Международным правовым институтом. В 2015 году прошёл курсы по повышению квалификации в Сингапурском судебном институте по теме «Стратегии по электронному управлению судами: требования современности, пути решения, новшества».
Рамин Гурбанов свободно говорит на английском, русском, французском и немецком языках.

## Трудовая деятельность
Рамин Гурбанов начал свою карьеру в 1995 году в качестве юридического консультанта в войсковой части Министерства обороны Азербайджана. Затем с 1998 по 2013 год работал на различных должностях в Министерстве юстиции, в частности был специалистом, ведущим специалистом, главным специалистом в сфере подготовки законодательных актов, организации судебной деятельности, работы с судами и органами юстиции, а также руководителем группы по реформам Главного организационно-контрольного управлении Министерства юстиции Азербайджана.
Также был членом Рабочей группы по разработке нормативных документов, регламентирующих деятельность Министерства юстиции и Рабочей группы по применению информационных технологий в деятельности органах юстиции.
С 2013 по 2020 год Гурбанов работал судьёй Ясамальского районного суда города Баку. Количество вынесенных им оправдательных приговоров было одним из самых высоких в судебной системы страны. С 2020 года является судьёй Уголовной коллегии Бакинского апелляционного суда.
С 2014 года Гурбанов работает руководителем Рабочей группы Министерства юстиции по созданию и применению информационной системы «Электронный суд». За это время были созданы системы «Электронный суд» и «Электронное исполнительное производство» получившие международные награды. В подкомпоненте этих систем впервые в судебной системе (по приказному производству) представлен искусственный интеллект, который выносил судебные решения вместо судьи. Кроме того, запущено мобильное приложение системы «Электронный суд», делопроизводство по коммерческим спорам полностью переведено на безбумажную основу, введен специальный личный кабинет участников процесса и создан единый судебный портал. В 2017 году награждён ценным подарком за работу по созданию системы «Электронный суд», которая впервые получила награду в рамках конкурса Совета Европы «Хрустальные весы правосудия».

## Деятельность в органах Совета Европы
С 2005 года Рамин Гурбанов является официальным представителем Азербайджана в Европейской Комиссии по эффективности правосудия (ЕКЭП/CEPEJ) Совета Европы. Комиссия является наблюдательным и консультативным органом Совета Европы, специализирующаяся в области правосудия, судебной власти, прокуратуры, адвокатуры и системы юстиции. В 2011—2018 годах Гурбанов был одним из шести экспертов Комитета по оценке европейских судебных систем Европейской Комиссии по эффективности правосудия Совета Европы.
За это время он участвовал в оценке судебных систем в Швейцарии, Эстонии, Кипра, Словакии, Грузии и возглавлял группу, направленную в Литву, Латвию, Казахстан, Чехию, Северную Македонию и Молдавию. Впервые в истории Совета Европы в 2014 году пленарное заседание Европейской Комиссии по эффективности правосудия было проведено не в Страсбурге, а за его пределами — в Баку.
В 2014—2018 годах Гурбанов был избран одним из четырёх членов Бюро Высшего органа управления Европейской Комиссии по эффективности правосудия Совета Европы, а затем вице-президентом (с 2016 г.). 4 декабря 2018 года Гурбанов был избран президентом этой структуры. Гурбанов стал первым президентом этой Комиссии, не являющимся представителем стран Западной Европы. Он был избран путем тайного голосования представителями 47 государств-членов Совета Европы. В рамках своей деятельности на посту Президента ЕКЭП Рамин Гурбанов проводил рабочие встречи с руководителями других структур Совета Европы, участвовал в пленарных заседаниях и международных конференциях и семинарах. Рамин Губанов оставался президентом Европейской комиссии по эффективности правосудия (CEPEJ) до 2022 года.

## Совместная работа со Всемирным банком
С 2008 года Гурбанов является Координатором проектов Всемирного банка по модернизации судебной системы, осуществляемых совместно с Правительством Азербайджана. В рамках этих проектов были созданы новые стандарты по судебной инфраструктуре, организованы официальные церемонии открытия современных судебных зданий и комплексов с участием главы государства, созданы информационные системы «Электронный суд» и «Электронное исполнительное производство», подготовлен проект закона по медиации и применены пилотные центры медиации, подготовлены рекомендации по адвокатуре, вопросам частных отделов по исполнению судебных решений, ювенальной юстиции, гендерной политике в сфере юстиции, качеству судебных решений.
В канун празднования 20-летия и 25-летия сотрудничества Правительства Азербайджана и Всемирного банка эти проекты за эффективное администрирование и исполнение были удостоены наград.
Рамин Гурбанов является докладчиком Азербайджана по отчету Всемирного банка «Doing Business» (индикатор по исполнению контрактов) и именно благодаря современным возможностям системы «Электронный суд» в отчёте «Doing Business-2020» Азербайджан смог подняться с 40-го места на 28-е.

## Научно-педагогическая деятельность
С 1996 года Рамин Гурбанов занимается научными исследованиями в области права. Он был аспирантом юридического факультета Бакинского государственного университета, диссертантом, докторантом, младшим научным сотрудником, ведущим научным сотрудником Института философии, социологии и права НАНА. В 2002 году в Институте государства и права РАН защитил диссертацию на соискание ученой степени кандидата юридических наук по теме: «Борьба с преступным загрязнением вод: по материалам рек Кура и Аракс». В 2016 году присуждена учёная степень доктора юридических наук. Тема докторской диссертации: «Взаимодействие судебных органов на европейском пространстве: вопросы теории и практики».
Специализируется в области международного права, уголовного права, Европейского права и прав человека.
В 2011—2016 годах он был старшим научным сотрудником, ведущим научным сотрудником отдела «международные отношения и международное право» Института философии, социологии и права НАНА. С 2017 года работал старшим научным сотрудником отдела «международное право» Института права и прав человека НАНА, а в настоящее время занимает должность начальника этого отдела.
Рамин Гурбанов является членом Экспертного совета по правовым наукам Высшей аттестационной комиссии при Президенте Азербайджанской Республики.
Начиная с 2004 года Р. Гурбанов ведёт педагогическую деятельность. С 2004 по 2005 год преподавал на кафедре гражданского-процессуального права юридического факультета Университета «Одлар Юрду». Преподавал в секторе обучения судей и государственных обвинителей при Судебно-правовом Совете Азербайджана. С 2009 года по настоящее время является лектором Академии юстиции. В 2018 году был исполняющий обязанности проректора этой же академии.
Рамин Гурбанов является членом различных международных организаций — Американской ассоциации юристов (Чикагская секция), Российской ассоциации международного права и Союза ассоциаций судей Республики Азербайджан.

## Награды и премии
Приказом Министра юстиции Азербайджанской Республики за плодотворную деятельность в органах юстиции Рамин Гурбанов награждён ценным подарком, почётными грамотами, нагрудным знаком и специальным званием советника юстиции.
На основании решения Судебно-правового совета Азербайджанской Республики была объявлена благодарность за успешную реализацию проектов совместно со Всемирным банком в области модернизации судебной системы и достойное представление страны в Европейской Комиссии по эффективности правосудия Совета Европы.
От имени Верховного суда и Федерального совета юстиции Мексики вручена благодарственная грамота за вклад в международный семинар «Судья и верховенство закона в современных демократиях», проходивший в сентябре 2018 года в Мексике.
В 2019 году Национальная академия наук Азербайджана наградила Рамина Гурбанова Почётной грамотой, а также объявила благодарность за «отличную научную и научно-общественную деятельность, научную продуктивность, достойное представление азербайджанской науки на международной арене, организацию на высоком уровне первой в стране международной конференции по вопросам искусственного интеллекта», а также за подготовку первого трёхтомного международного энциклопедического издания по судебным системам.
Накануне празднования 15-летия создания Европейской Комиссии по эффективности правосудия Совета Европы была объявлена благодарность за вклад в работу Комиссии в области повышения эффективности и качества правосудия в Европе.
В декабре 2018 года награждён медалью имени профессора Ровшана Мустафаева.

## Публикации
Он является автором более 98 публикаций по различным аспектам международного, европейского и уголовного права, включая публикации, изданные совместно с докторами права Жан-Полем Жаном, Жаком Бюллером и Франсуа Пайшером. Среди его изданных работ также научные издания Европейской комиссии по эффективности правосудия Совета Европы. В соавторстве с Рашадом Гурбановым и др. изданы учебные пособия по корпоративному, трудовому, семейному, наследственному, международному частному, гражданскому процессуальному праву и т. д.
книги
- История развития уголовного законодательства об экологических преступлениях в Азербайджане : брошюра. — Баку: «Элм», 1999.
- Взаимодействие органов правосудия на европейском пространстве (правовые вопросы) : монография. — Баку: «Элм», 2009.
- Взаимодействие органов правосудия в рамках европейской интеграции : монография. — Баку: «Элм», 2010.
- Основы международно-правового взаимодействия органов правосудия на европейском пространстве : монография. — М. : Nota Bene, 2011.
- Европейская комиссия по эффективности правосудия. Организация. Деятельность. Развитие : научное издание. / Ж.-П. Жан и Р. Гурбанов, М. : «Юнити-Дана», 2015.
- Интеграционные процессы в сфере правосудия на европейском пространстве. — М. : «Юнити-Дана», 2015.

статьи
- Понятие системы в праве // Серия гуманитарных наук, Издание АГПУ, № 1, Баку, 1998.
- Перспектива присоединения Европейского Союза к Европейской конвенции о защите прав человека и основных свобод и влияние этого присоединения на отношения органов правосудия Европейского Союза и Совета Европы / Российская академия наук // «Политика и общество» : журнал. — 2011. — № 7.
- Интенсивность взаимодействия Европейского суда по правам человека с органами правосудия государств-членов Совета Европы и с органами правосудия ЕС // «Вестник Высшего Хозяйственного Суда Республики Беларусь» : журнал. — 2011. — № 12.
- Доктринальное понимание взаимодействия между органами правосудия на европейском пространстве как диалога между ними и критика данного понимания // «Право и государство» : журнал. — 2011. — № 10.
- Межправительственное сотрудничество государств — членов ЕС в сфере уголовного правосудия // «Международное публичное и частное право» : журнал. — 2011. — № 6[5].
- Влияние судебной практики Европейского суда по правам человека на судебную практику Европейского суда справедливости // «Торговое дело. Торговое право» : журнал. — 2012. — № 2(6).
- Правовые основы взаимодействия судебных органов на пространстве Европейского Союза // «Вестник Высшей Квалификационной Комиссии Судей Украины» : журнал. — 2013. — № 3.
- Исполнение судебных решений в постсоветских государствах (сравнительно-правовой анализ) // «Пробелы в российском законодательстве» : журнал. — 2015. — № 3.
- Деятельность Европейской комиссии по эффективности правосудия Совета Европы в отношении системы правосудия Азербайджанской Республики / Институт государства и права, Российская академия наук // «Государство и право» : журнал. — 2015. — № 7.
- Суды и судьи государств постсоветского пространства // «Государство и право» : журнал. — № 10, Москва, 2015.
- Создать всеобъемлющий и эффективный механизм обеспечения верховенства права // «Вестник права Республики Казахстан» : журнал. — N101(220), Нурсултан, 2019.

на азербайджанском
- Beynəlxalq hüquq və BMT // Tarixi-linqvistik fənlərin tədrisi problemləri, ADPU-nun nəşri, Bakı, 1994.
- Beynəlxalq hüquq terminləri haqqında // Azərbaycan onomastikası problemləri, N.Tusi adına ADPU-nun nəşri, №V, Bakı, 1995.
- Məhkəmə hakimiyyətinin müstəqilliyi: Amerika təcrübəsi // «Qanunçuluq» jurnalı, № 1, Ədliyyə Nazirliyi, Bakı, 2003.
- Məhkəmələrdə alternativ metodların tətbiqi ədalət mühakiməsinin daha da səmərəli həyata keçirilməsinə xidmət edə bilər // «Qanunçuluq» jurnalı, № 6, Ədliyyə Nazirliyi, Bakı, 2004.
- Hakimlərin intizam məsuliyyətinə cəlb edilməsinin xüsusiyyətləri // «Qanunçuluq» jurnalı, № 9, Ədliyyə Nazirliyi, Bakı, 2004.
- Birinci instansiya məhkəmələrində prosessual hüquq normalarının tətbiqinin bəzi xüsusiyyətləri // «Qanunçuluq» jurnalı, № 12, Ədliyyə Nazirliyi, Bakı, 2004.
- Cinayətkarlıqla mübarizə problemləri // Monoqrafiya, «Elm» nəşriyyatı, AMEA, Bakı, 2006.
- Avropa Şurasının Ədalət Mühakiməsinin Səmərəliliyi üzrə Avropa Komissiyası (CEPEJ): elmi və təcrübi əhəmiyyəti // Monoqrafiya, «Elm» nəşriyyatı, AMEA-nın Fəlsəfə və Hüquq İnstitutu, Bakı, 2016.
- Şərqi Avropa dövlətlərinin məhkəmə sistemləri // Monoqrafiya, «AzEXPO» nəşriyyatı, AMEA-nın Fəlsəfə və Hüquq İnstitutu, Bakı, 2017.
- Azərbaycanda «Elektron məhkəmə» informasiya sisteminin yaradılmasından məhkəmə-hüquq sistemində islahatların dərinləşdirilməsi istiqamətinə gedən inkişaf yolu // Elmi-nəzəri konfransın materialları, Bakı, 2019.

на английском
- European Judicial Systems. Efficiency and Quality of Justice, N20, 2014. — Strasbourg.
- European Judicial Systems: eastern Europe countries, N21, December 2015. — Strasbourg.
- European Commission for the Efficiency of Justice: high quality justice for all member states, N22, 2015. — Strasbourg.
- European Judicial Systems: Use of information technology in European courts. N24, 2016. — Strasbourg.
- R. A. Kurbanov, R. A. Gurbanov et al., Anthropological Methods of Formation of University Students’ Spiritual and Moral Culture. // International Journal of Environmental and Science Education, Volume 11 Issue 18 (2016), р. 11807-11817.
- The European Judicial Network and Eurojust as basic means of the cooperation of EU Member States in the area of criminal justice // SENTENTIA. European Journal of Humanities and Social Sciences, № 3.
- E-court system with installation of business and artificial intelligence, predictive justice and KPIs // Impact Azerbaijan, American Chamber of Commerce.
- CEPEJ as the consultative body of the Council of Europe, granted with the reponsibility of developing and implementing common standards in the spere of the delivery of justice // On international legislation and comparative law, № 6(55), 2015.

на французском
- M. Schmitz, P. Gielen et d`autres, Avoirs Dematerializes et Execution Force Digital Assets and Enforcement // Conseil de l`Europe, Bruylant, Pratique de droit europeen (preface). Bruxelles.
- J. Mairimanoff, M. Becker, F. Oudin, A. Schumacher, C. Smets-Gary, Dictionnaire de la Mediation et d`Autres Modes Amiables // Bruylant, Collection Paradigme (preface). Suisse.